# Faculté de traduction et d'interprétation de l'Université de Genève
 (octobre 2015).
Pour les articles homonymes, voir FTI.
La Faculté de traduction et d'interprétation (FTI) est une faculté de l’université de Genève en Suisse.

## Présentation
La Faculté de traduction et d'interprétation (FTI) est, dans son champ d’activités, l’un des plus anciens centres de formation et de recherche du monde,,,. Fondée en 1941,,,, sous le nom d’École d’interprètes de Genève (EIG), elle est devenue l’École de traduction et d’interprétation (ETI) en 1972,, avec l’introduction d’un cycle d’études en traduction, puis la Faculté de traduction et d’interprétation (FTI) en 2011. L’École a été fondée par Antoine Velleman, :
« M. Velleman était particulièrement compétent pour créer et diriger une telle école, dont il prévit l'essor futur, à un moment où la Suisse se préparait à ses tâches d'après-guerre ; d'autre part, Genève, où survivait la tradition de la collaboration internationale, offrait tous les avantages pour la réalisation d'un tel projet. Il n'existait, avant la dernière guerre, qu'une école de ce genre, fondée en 1930 à Mannheim par un Suisse, le professeur Dr Glauser, et rattachée, en 1936, à l'Université de Heidelberg. »
— S. Stelling-Michaud, L’École d’interprètes de 1941 à 1956.
D’abord unie à la Faculté des lettres, l’institution se détache de cette dernière au cours de la période 1953-1955 et acquiert le rang d’un institut autonome de l’Université,. Elle compte plus d’une centaine d'enseignants et de chercheurs.

## Situation géographique
Jusqu'en 1946, les bureaux administratifs de l'institution se trouvent dans le bureau personnel d'Antoine Velleman, au 5 avenue Marc-Monnier, puis au 4 rue Saint-Victor, dans un appartement où trois pièces et le hall étaient utilisés par l'école et trois réservées aux besoins de l'administrateur. En 1952-1953, des travaux de transformation de l'Université de Genève permettent l'installation des bureaux administratifs à l'Université, à la place des anciens locaux de l'Institut de physique (au rez-de-chaussée). En 1978, l'institution emménage dans l'immeuble des Cours Commerciaux de Genève, au 19 place des Augustins. En 1992, l'institution déménage une fois encore, dans les nouveaux locaux d'Uni Mail, au 40 boulevard du Pont-d'Arve.

## Installations et services
Les étudiants ont accès à des ressources informatiques et audiovisuelles, ainsi qu'à une bibliothèque spécialisée dans les domaines de la traductologie, de la traduction (théories, histoire, didactique, etc.), de l'interprétation consécutive et simultanée, de l'interprétation en langue des signes, de la linguistique computationnelle, de la terminologie et de la lexicologie.

### Bibliothèque
Actuellement située au 2e étage du bâtiment Uni-Mail, le secteur Traduction et interprétation de la Bibliothèque de l’Université de Genève met à la disposition des étudiants (consultation et prêt) des ouvrages sur les matières étudiées à la FTI, des dictionnaires de langue et spécialisés ainsi que des périodiques. La bibliothèque fait partie du réseau romand RERO depuis 1984 et utilise la classification Dewey.
Historiquement, la toute première bibliothèque de la FTI est une collection non institutionnalisée qui se trouve dans le bureau d'Antoine Velleman à l'avenue Marc-Monnier. M. Velleman prête ses ouvrages personnels aux étudiants intéressés:
« Antoine Velleman avait mis sa bibliothèque à disposition des premiers étudiants, qui se souviennent —avec émotion— d'avoir appris des choses dans des dictionnaires, dans des livres, dans des revues, annotés de sa main. Pendant des années, dans cette pièce, personne n'était là... On avait la clé de cette bibliothèque (on était presque toujours plusieurs autour de la table), il n'y avait aucun contrôle. Et les livres, je crois, n'ont pas beaucoup disparu... »
— Gérard Ilg, cité dans l'ouvrage de P. Duret.
En 1953, une pièce est ensuite aménagée à la rue de Candolle, au sous-sol du bâtiment des Bastions. Il s'agit alors pour la première fois d'une véritable bibliothèque spécialisée, regroupant des dictionnaires (monolingues, bilingues, techniques) ainsi que de la documentation sur les institutions internationales.
Lorsque l'institution emménage dans l'immeuble des Cours Commerciaux de Genève en 1978, la bibliothèque est alors équipée d'ordinateurs; l'on crée un fonds de cassettes d'exercices d'interprétation et on met à disposition des étudiants des cédéroms.

### Équipement pour l'interprétation simultanée
Le fondateur de l'institution, Antoine Velleman, n'avait pas une opinion favorable de l'interprétation simultanée. Les cours d'interprétation dispensés au sein de l'institution sont donc au début uniquement d'interprétation consécutive. Ce sont les jeunes diplômés qui commencent à organiser des soirées d'entraînement à la simultanée de leur propre chef. L'association des anciens diplômés de l'institution (AAEDEI) prend contact avec IBM pour qu'une cabine d'interprétation soit mise à disposition. Une salle est louée au rez-de-chaussée d'une église méthodiste à la rue Calvin 12. À partir de 1947, des soirées d'entraînement y ont régulièrement lieu. Chaque participant contribue à hauteur de trois francs par soirée afin de couvrir les coûts de construction de l'installation et de location de la salle. Ce n'est qu'en 1950 que le premier cours d'interprétation simultanée a lieu sous la direction officielle d'un enseignant de l'institution (Serge Gloor).
En 1952, un don d'IBM permet l'acquisition d'appareils d'interprétation simultanée. Une nouvelle salle d'interprétation simultanée est inaugurée le 4 février 1953 au sous-sol du bâtiment Uni-Bastions. La salle est équipée de dix cabines (deux rangées superposées). Une boîte de commande intégrée au bureau du professeur permet à celui-ci de contrôler toutes les cabines.
Aujourd'hui, l'institution dispose d'une plate-forme d'enseignement virtuel permettant de réaliser des cours d'interprétation simultanée à distance. Cette application permet l'accès à des discours numérisés, à un forum, à un chat ainsi qu'à un espace où le formateur transmet ses critiques aux apprenants. Les apprenants peuvent réécouter tant le discours original que l'interprétation qu'ils en font (double piste).

## Programmes de la FTI
La Faculté propose les formations suivantes : Baccalauréat universitaire en communication multilingue, Maîtrise en traduction, Maîtrise en interprétation de conférence, Certificat complémentaire en traduction. Les étudiants choisissent leur combinaison linguistique parmi les langues de la Faculté, qui sont l’allemand, l’anglais, l’arabe, l’espagnol, le français, l’italien et le russe.
Les formations donnent accès aux métiers langagiers de la communication multilingue, des relations publiques, des médias, de l'administration, du tourisme, des tribunaux et de la médiation linguistique, et bien entendu à la traduction et à l’interprétation de conférence, ou encore à l'enseignement et à la recherche.

## Mobilité
La FTI a conclu des accords d’échange avec 70 universités dans plus de vingt pays.

## Recherche
Si, dans les années suivant sa création, l'institution était surtout un lieu de formation professionnelle, elle mène aujourd'hui des activités de recherche sur plusieurs axes.

### Groupes et axes de recherche
Les groupes de recherche de la FTI mènent des projets financés par l’Union européenne ou le Fonds national suisse de la recherche scientifique ; ils couvrent les différents axes de la faculté.
Le centre d'études en traduction juridique et institutionnelle (Transius) est spécialisé dans la traduction juridique et institutionnelle.
L’observatoire économie langues formation (élf) se charge de l’axe « Multilinguisme et gouvernance ».
Le département de traitement informatique multilingue (TIM) est actif dans les domaines de la traduction automatique et de la reconnaissance vocale multilingue, ainsi que dans ceux de la terminologie/terminotique et de la lexicologie.
Le département d’interprétation concentre ses travaux sur l’interprétation et la cognition, ainsi que sur l’interprétation humanitaire.

### Doctorat
La FTI prépare à l'obtention d'un doctorat assorti de l'une des mentions suivantes :
- traductologie ;
- traitement informatique multilingue ;
- interprétation de conférence ;
- gestion de la communication multilingue.

## Relations internationales et services à la cité

### Formation continue
Dans le cadre de la formation continue universitaire, la FTI dispense des cours de formation continue diplômante ou qualifiante en traductologie, méthodologie de la traduction, traduction (économique, juridique, technique, littéraire), rédaction (langue active ou passive), rédaction technique, traduction assistée par ordinateur (TAO), terminologie et interprétation.

### Réseaux européens et internationaux
La FTI est membre de réseaux européens et internationaux, dont : 
- Programme ONU de collaboration avec les universités ;
- European Masters in Conference Interpreting (EMCI)[31] ;
- European Masters in Translation (EMT)[32] ;
- Conférence internationale permanente d'instituts universitaires de traducteurs et interprètes (CIUTI)[33] ;
- Universities Contact Group de l’International Annual Meeting on Language Arrangements, Documentation and Publications (IAMLADP).

### Innovation technologique
La FTI travaille sur des projets d’innovation technologique en collaboration avec la cité. Un exemple en est le projet BabelDr, développé en collaboration avec les Hôpitaux universitaires de Genève et qui a reçu le prix Innogap 2015.

## Étudiants

### Nombre d'étudiants
| Année d'études | Nombre d'étudiants |
| -------------- | ------------------ |
| 1941-1942      | 19                 |
| 1955-1956      | 386                |
| 1956-1957      | 402                |
| 1957-1958      | 473                |
| 1958-1959      | 535                |
| 1959-1960      | 607                |

| Année d'études | Nombre d'étudiants |
| -------------- | ------------------ |
| 1960-1961      | 614                |
| 1961-1962      | 682                |
| 1962-1963      | 671                |
| 1963-1964      | 656                |
| 1964-1965      | 625                |
| 1965-1966      | 600                |

| Année d'études | Nombre d'étudiants |
| -------------- | ------------------ |
| 1966-1967      | 705                |
| 1967-1968      | 684                |
| 1968-1969      | 582                |
| 1969-1970      | 574                |
| 1970-1971      | 560                |
| 1971-1972      | 483                |

| Année d'études | Nombre d'étudiants |
| -------------- | ------------------ |
| 1972-1973      | 399                |

### Monographies
- Carmen M. Capel Esteve et Axelle Chazal, Les études en interprétation de conférence à l'ETI : Avant, pendant et après (mémoire de maîtrise en interprétation de conférence), Genève, Université de Genève, 2010, 93 p.
- Patrice Duret, L'École de traduction et d'interprétation et sa bibliothèque (1941-1993) : dossiers documentaires et brochure historique : rapport (Trav. de dipl.), Association des bibliothèques et bibliothécaires suisses, 1998, 88 p.
- Patrice Duret, L'ETI : toute une histoire... L'École de traduction et d'interprétation de 1941 à 1993 (Travail de fin d'études non publié, resté à l'état de projet), Genève, Bibliothèque de l'École de traduction et d'interprétation, 1998, 45 p.
- Paul-Edmond Martin, « chap. XXXII - L’école d'interprètes (1948-1955) », dans L'Université de 1914 à 1956, Genève, 1958, p. 293-296
- (de) Katrin Rumprecht, « Die Nürnberger Prozesse und ihre Bedeutung für die Entwicklung des modernen Konferenzdolmetschens », dans Hartwig Kalverkämper et Larisa Schippel (dir.), Simultandolmetschen in Erstbewährung: Der Nürnberger Prozess 1945, Berlin, Frank & Timme, 2008, 5.1 (École de Traduction et Interprétation (ETI) in Genf), p. 264-265
- (de) Die Dolmetscherschule in Genf, Schweiz. Zentralstelle für Frauenberufe, 1943

### Périodiques
- Bruno de Bessé, « École de traduction et d’interprétation de l’Université de Genève », Traduire : revue française de la traduction, no 192,‎ 2002, p. 53-67
- Louis Truffaut, « L’École de traduction et d’interprétation de l’Université de Genève », Cahiers européens - Europäische Hefte - Notes from Europe, no 2,‎ 1980, p. 82-96
- Françoise Buffat, « Y a-t-il une crise à l'École de traduction et d'interprétation ? », Journal de Genève,‎ 11 juillet 1977
- Varuna Singh, « Le diplôme de l'Ecole de traduction devient eurocompatible », Journal de Genève et Gazette de Lausanne,‎ 15 juillet 1993
- Claudine Girod, « La «réforme» de l'École de traduction sème la discorde », Tribune de Genève,‎ 26 août 2004
- Yvan Schulz, « L’ETI peine à faire passer ses réformes », Le Courrier,‎ 22 décembre 2004
- Miguel Otera, « L’ETI veut faire la preuve par dix de l’efficacité de ses réformes », Le Courrier,‎ 28 février 2005
- Marion Moussadek, « À l’ère digitale, le métier d’interprète de conférence amorce sa mutation », Le Temps,‎ 4 mai 2007